# Myscelia blandina
Myscelia blandina är en fjärilsart som beskrevs av Fabricius 1793. Myscelia blandina ingår i släktet Myscelia och familjen praktfjärilar. Inga underarter finns listade i Catalogue of Life.